# رباط دنده‌ای‌ترقوه‌ای
رباط دنده‌ای‌ترقوه‌ای(کوستوکلاویکولار) یا رباط لوزی یک رباط از کمربند شانه‌ای است. شکل آن کوتاه، مسطح و لوزی‌شکل است. این رباط مهم‌ترین عامل تثبیت‌کننده مفصل جناغی‌ترقوه‌ای است و محور حرکت مفصل است. است.
در بخش زیرین به بخش فوقانی و میانی غضروف دنده اول متصل می‌شود، از یک زاویه به صورت خلفی و جانبی بالا می‌رود و در بالا به غده غشایی بر روی بخش زیرین ترقوه متصل می‌شود.
این رباط از روبه‌رو با تاندون مبدأ ماهیچه زیرترقوه و در پشت با سیاهرگ زیرترقوه‌ای در ارتباط است.